# Saint-Julien-de-Coppel
Saint-Julien-de-Coppel är en kommun i departementet Puy-de-Dôme i regionen Auvergne-Rhône-Alpes i centrala Frankrike. Kommunen ligger i kantonen Billom som tillhör arrondissementet Clermont-Ferrand. År 2022 hade Saint-Julien-de-Coppel 1 294 invånare.

## Befolkningsutveckling
Antalet invånare i kommunen Saint-Julien-de-Coppel
| Referens: INSEE |